# ネブラスカ (アルバム)
『ネブラスカ』（Nebraska）は、ブルース・スプリングスティーンが1982年に発表した6作目のスタジオ・アルバム。デモ・テープとして録音された音源を収録しており、Eストリート・バンドや、その他の外部プレイヤーは参加していない。

## 作詞
タイトル曲の歌詞は、スプリー・キラーのチャールズ・スタークウェザーの一人称視点で書かれている。「アトランティック・シティ」はニュージャージー州南部の都市アトランティックシティについての歌で、スプリングスティーン自身の説明によれば、ギャンブルの合法化による1980年代初期のサウス・ジャージーのゴールド・ラッシュを題材としている。
スプリングスティーン自身は後年、本作の制作前よりフラナリー・オコナーの小説に傾倒したと語っている。また、本作の歌詞は、歴史家ハワード・ジンの著作からも部分的にインスパイアされたとされている。

## レコーディング
大部分の曲は、1982年1月3日にスプリングスティーンの自宅の寝室で録音され、ティアック社の4トラックのマルチトラック・レコーダーが使用された。基本的にはアコースティック・ギターの弾き語りだが、多少のオーバー・ダビングも行われた。スプリングスティーンはハーモニカやオルガンも演奏し、また、「オープン・オール・ナイト」ではエレクトリックギターも弾いている。ただし、「僕の父の家」と「ビッグ・ペイバック」（シングル「オープン・オール・ナイト」のB面曲）は、後日レコーディングされたものである。
本作には、デモ音源をミキシングしたものがそのまま収録された。長年スプリングスティーンと仕事をしてきたレコーディング・エンジニアのトビー・スコットによれば、デモ・テープのミキシング終了後、スプリングスティーンが「このテープにはなかなか惹きつけられる雰囲気がある。これをそのままマスター・テープにできないか?」と提案したという。ただし、同じセッションで録音された「ボーン・イン・ザ・U.S.A.」「ピンク・キャデラック」「ダウンバウンド・トレイン」「ワーキング・オン・ザ・ハイウェイ」（デモ録音時のタイトルは「チャイルド・ブライド」）は、後にバンドを従えて正式にレコーディングされた。

## 反響
母国アメリカではBillboard 200で3位に達し、前作『ザ・リバー』（1980年）に続く1位獲得は果たせなかったが、自身4作目の全米トップ10アルバムとなる。1982年12月にはRIAAによってゴールドディスクに認定され、その後も売り上げを伸ばして1989年7月にはプラチナディスクに認定された。また、アメリカでは本作からのシングルは発売されなかったが、ラジオ局では盛んにエア・プレイされ、『ビルボード』のメインストリーム・ロック・チャートでは「アトランティック・シティ」が10位、「オープン・オール・ナイト」が22位、「ジョニー・99」が50位を記録した。
スウェーデンのアルバム・チャートでは、前作『ザ・リバー』と同じく2位を記録し、5回（10週）にわたりトップ50入りした後、1985年にも再浮上して2回（4週）トップ50入りしている。全英アルバムチャートでは3位を記録して、自身2作目の全英トップ10アルバムとなった。日本のオリコンLPチャートでは自身初のトップ10入りを果たしている。

## 評価
William Ruhlmannはオールミュージックにおいて5点満点を付け「メジャーなスターがメジャー・レーベルから発表した、最も挑戦的なアルバムの一つ」と評している。また、スティーヴ・ポンドは『ローリング・ストーン』誌1982年10月28日号のレビューで5点満点中4.5点を付け「『ネブラスカ』は、スプリングスティーンが彼の芸術の核となる部分をさらけ出した、アコースティックの偉業にして根源的なフォーク・アルバムである。『闇に吠える街』と同様に悲痛な作品だが、より熟慮されている」と評している。
『ローリング・ストーン』誌は本作を「オールタイム・グレイテスト・アルバム500」で150位、「1980年代のベスト・アルバム100」で43位に挙げている。また、ピッチフォーク・メディアのスタッフが2002年に選出した「1980年代のトップ100アルバム」では60位。

## 影響
カントリー・ミュージシャンのジョニー・キャッシュは、1983年のアルバム『Johnny 99』において、本作から「ジョニー・99」と「ハイウェイ・パトロールマン」の2曲をカヴァーした。
ショーン・ペンが監督および脚本執筆を務めた映画『インディアン・ランナー』（1991年公開）は、本作収録曲「ハイウェイ・パトロールマン」に基づいて作られた。
2000年にはクリッシー・ハインド、ロス・ロボス、アーニー・ディフランコ、ベン・ハーパー、エイミー・マン等が本作の全曲をカヴァーしたトリビュート・アルバム『Badlands: A Tribute to Bruce Springsteen's Nebraska』がリリースされ、『ビルボード』のインディペンデント・アルバム・チャートで24位を記録している。
2006年1月に開催されたNew York Guitar Festivalでは、ザ・ナショナル、マーサ・ウェインライト、ローラ・カントレル、マーク・アイツェル、ヴァーノン・リード等のアーティストが本作の再現ライヴを行った。なお、リードは本作について「スプリングスティーンがアメリカン・ドリームの裏側を見ようとした試み」「あのレコードの題材は、正に我々が否定しようとしているアメリカだ」とコメントしている。また、ザ・ナショナルによる「マンション・オン・ザ・ヒル」のライヴ音源は、同年にシングル「Apartment Story」のカップリング曲として発表された。

## 収録曲
全曲ともブルース・スプリングスティーン作。
1. ネブラスカ - Nebraska - 4:25
2. アトランティック・シティ - Atlantic City - 3:50
3. マンション・オン・ザ・ヒル - Mansion on the Hill - 4:00
4. ジョニー・99 - Johnny 99 - 3:40
5. ハイウェイ・パトロールマン - Highway Patrolman - 5:40
6. ステイト・トルーパー - State Trooper - 3:09
7. ユーズド・カー - Used Cars - 3:04
8. オープン・オール・ナイト - Open All Night - 2:51
9. 僕の父の家 - My Father's House - 5:35
10. 生きる理由 - Reason to Believe - 4:05